# Re Lear
Re Lear er en italiensk stumfilm fra 1910 af Gerolamo Lo Savio.

## Medvirkende
- Ermete Novelli
- Francesca Bertini som Cordelia
- Olga Giannini Novelli
- Giannina Chiantoni